# Promise (Romeo Santos)
Promise è un singolo del cantante statunitense Romeo Santos, pubblicato nel 2011 e realizzato insieme al cantante Usher. Il brano è stato estratto dall'album Formula, Vol. 1.

## Tracce
1. Promise (feat. Usher) – 4:13